# Leichtathletik-Europameisterschaften 2006/4 × 100 m der Männer

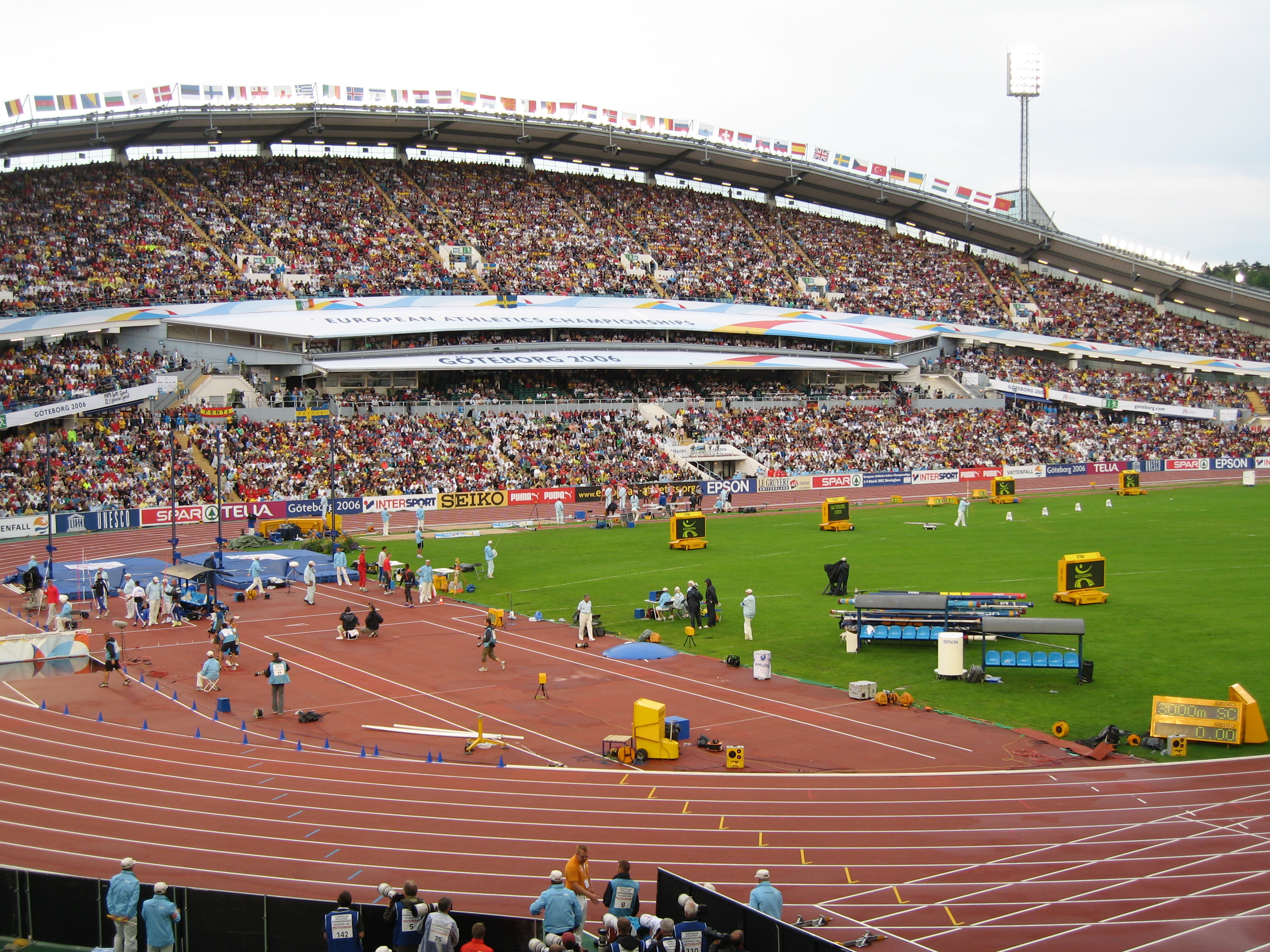
Das Ullevi-Stadion in Göteborg während der Europameisterschaften 2006

Die 4-mal-100-Meter-Staffel der Männer bei den Leichtathletik-Europameisterschaften 2006 wurde am 12. und 13. August 2006 im Ullevi-Stadion der schwedischen Stadt Göteborg ausgetragen.
Europameister wurde Großbritannien (Dwain Chambers, Darren Campbell, Marlon Devonish, Mark Lewis-Francis). Den zweiten Platz belegte Polen mit Przemysław Rogowski, Łukasz Chyła, Marcin Jędrusiński und Dariusz Kuć. Bronze ging an Frankreich in der Besetzung Oudéré Kankarafou, Ronald Pognon, Fabrice Calligny und David Alerte.

## Bestehende Rekorde
| Weltrekord           | 37,40 s | USA (Jon Drummond, Andre Cason, Dennis Mitchell, Leroy Burrell)                      | WM Stuttgart, Deutschland | 22. August 1993 |
| Europarekord         | 37,73 s | Großbritannien (Jason Gardener, Darren Campbell, Marlon Devonish, Dwain Chambers)    | Sevilla, Spanien          | 29. August 1999 |
| Meisterschaftsrekord | 37,79 s | Frankreich (Max Morinière, Daniel Sangouma, Jean-Charles Trouabal, Bruno Marie-Rose) | EM Split, Jugoslawien     | 31. August 1990 |

Der bestehende EM-Rekord wurde bei diesen Europameisterschaften nicht erreicht. Die schnellste Zeit erzielte das spätere Europameisterquartett aus Großbritannien im ersten Vorlauf mit 38,77 s, womit das Team 98 Hundertstelsekunden über dem Rekord blieb. Zum Europarekord fehlten 1,04 s, zum Weltrekord 1,37 s.

## Legende
| DNF | Wettkampf nicht beendet (did not finish) |

## Vorrunde
Die Vorrunde wurde in zwei Läufen durchgeführt. Die ersten drei Staffeln pro Lauf – hellblau unterlegt – sowie die darüber hinaus zwei zeitschnellsten Teams – hellgrün unterlegt – qualifizierten sich für das Finale.

### Vorlauf 1
12. August 2006, 16:55 Uhr
| Platz | Staffel        | Besetzung                                                                            | Zeit (s) |
| ----- | -------------- | ------------------------------------------------------------------------------------ | -------- |
| 1     | Großbritannien | Dwain Chambers Darren Campbell Marlon Devonish Mark Lewis-Francis                    | 38,77    |
| 2     | Italien        | Luca Verdecchia Stefano Anceschi Massimiliano Donati Francesco Scuderi               | 38,84    |
| 3     | Deutschland    | Alexander Kosenkow Marius Broening Sebastian Ernst Ronny Ostwald                     | 38,94    |
| 4     | Russland       | Michail Jegorischew Iwan Tjoplych (Vorlauf) Roman Smirnow Andrei Jepischin (Vorlauf) | 39,31    |
| 5     | Ukraine        | Kostjantyn Wassjukow Dmytro Hluschtschenko Anatolij Dowhal Roman Bublyk              | 39,57    |
| 6     | Schweiz        | Andreas Baumann Marco Cribari Marc Niederhäuser Markus Lüthi                         | 39,59    |
| 7     | Estland        | Argo Golberg Henri Sool Martin Vihmann Marek Niit                                    | 39,74    |
| DNF   | Belgien        | Tom Schippers Xavier De Baerdemaker Anthony Ferro Kristof Beyens                     |          |

### Vorlauf 2
12. August 2006, 17:04 Uhr
| Platz | Staffel     | Besetzung                                                                    | Zeit (s) |
| ----- | ----------- | ---------------------------------------------------------------------------- | -------- |
| 1     | Frankreich  | Oudéré Kankarafou Ronald Pognon Fabrice Calligny David Alerte                | 38,85    |
| 2     | Polen       | Przemysław Rogowski Łukasz Chyła Marcin Jędrusiński Dariusz Kuć              | 38,89    |
| 3     | Niederlande | Timothy Beck Caimin Douglas Guus Hoogmoed Patrick van Luijk                  | 39,18    |
| 4     | Spanien     | Iván Mocholí Ángel David Rodríguez Orkatz Beitia Josué Mena                  | 39,36    |
| 5     | Finnland    | Timo Salonen Nghi Tran Jarkko Ruostekivi Tommi Hartonen                      | 39,67    |
| 6     | Schweden    | Daniel Persson Johan Engberg Christofer Sandin Stefan Tärnhuvud              | 40,14    |
| 7     | Norwegen    | Martin Rypdal John Ertzgaard Christian Settemsli Mogstad Andreas Kristiansen | 40,36    |
| DNF   | Slowenien   | Marko Bratož Jan Žumer Matjaž Borovina Matic Osovnikar                       |          |

## Finale
13. August 2006, 15:30 Uhr
| Platz | Staffel        | Besetzung | Zeit (s) |
| ----- | -------------- | --- | -------- |
| 1     | Großbritannien | Dwain Chambers Darren Campbell Marlon Devonish Mark Lewis-Francis                                                                          | 38,91    |
| 2     | Polen          | Przemysław Rogowski Łukasz Chyła Marcin Jędrusiński Dariusz Kuć                                                                            | 39,05    |
| 3     | Frankreich     | Oudéré Kankarafou Ronald Pognon Fabrice Calligny David Alerte                                                                              | 39,07    |
| 4     | Russland       | Maxim Mokroussow (Finale) Michail Jegorischew Roman Smirnow Alexander Smirnow (Finale) im Vorlauf außerdem: Iwan Tjoplych Andrei Jepischin | 39,29    |
| 5     | Deutschland    | Alexander Kosenkow Marius Broening Sebastian Ernst Ronny Ostwald                                                                           | 39,38    |
| 6     | Italien        | Luca Verdecchia Stefano Anceschi Massimiliano Donati Francesco Scuderi                                                                     | 39,42    |
| 7     | Ukraine        | Roman Bublyk Kostjantyn Wassjukow Anatolij Dowhal Dmytro Hluschtschenko                                                                    | 39,54    |
| 8     | Niederlande    | Timothy Beck Caimin Douglas Guus Hoogmoed Patrick van Luijk                                                                                | 39,64    |

## Videolink
- 2006 European Championships Men's 4x100m Relay, youtube.com, abgerufen am 27. Januar 2023